# Rosetta (programari de preservació digital)
Rosetta és un programa de preservació d'objectes digitals, creat el 2009 pel grup Ex libris. Aquesta empresa es dedica a donar solucions automatitzades per determinats processos bibliotecaris: gestionar recursos electrònics, millorar intefícies, augmentar el rendiment de les recerques,... Rosetta està orientat específicament a la preservació digital, diferenciant-se de la gestió de repositoris i portals digitals. El programa fou el resultat de la col·laboració entre la Biblioteca Nacional de Nova Zelanda, que tenia l'encàrrec del govern del país de garantir l'accés i la preservació de la documentació produïda i conservada en la institució, amb una solució que pogués integrar-se amb la resta de sistemes, i l'empresa Ex libris.

## Característiques
Rosetta es basa en el model Open Archival Information System (OAIS).
Rosetta és un producte destinat a biblioteques universitàries, nacionals i/o amb un fons antic important, ja que el seu objectiu és conservar i proporcionar l'accés permanent a les col·leccions digitalitzades d'aquestes institucions. És un software escalable, la seva arquitectura permet gestionar col·leccions de diferents grandàries i divideix els repositoris de treball i permanents, oferint les mesures de seguretat necessàries. El programa presenta diverses opcions de càrrega d'objectes i també diferents formes d'organització de les àrees de treball, així com la possibilitat de crear múltiples jerarquies de dipòsit. És un programa senzill i flexible donat que pretén ser últil a les diferents institucions que l'usin, cadascuna amb requisits i casuístiques diferents.
De les diverses formes d'emmagatzemar les metadades, Rosetta opta per encapçular-les en el mateix objecte digital descrit.

## Exemples d'ús del programa
El 2012, la Universitat de Utah va adquirir Rosetta per a la gestió de la preservació dels objectes digitals de la institució, accessibles des dels diferents repositoris.
ETH Zurich, també el 2012, va optar per emprar Rosetta per a la preservació del patrimoni científic i històric de la universitat.
El 2015, la Universitat d'Alabama a Birmingham va fusionar dues biblioteques que fins al moment usaven sistemes diferents. La necessitat d'unificar els processos i les operacions de dues biblioteques va fer que la universitat adquirís diversos productes del grup Ex Libris, entre ells Rosetta, pels avantatges que presenta quant a la preservació dels recursos digitals de les dues biblioteques.